# Интегралы Френеля

S(x) и C(x). Максимальное значение для C(x) примерно равно 0.977451424. Если использовать вместо, то график изменит вертикальный и горизонтальный масштаб (см. ниже).

Интегралы Френеля S(x) и C(x) — это специальные функции, названные в честь Огюстена Жана Френеля и используемые в оптике. Они возникают при расчёте дифракции Френеля и определяются как
{\displaystyle S(x)=\int \limits _{0}^{x}\sin(t^{2})\,dt,\quad C(x)=\int \limits _{0}^{x}\cos(t^{2})\,dt.}
Параметрический график S(x) и C(x) даёт кривую на плоскости, называемую спиралью Корню или клотоидой.

## Разложение в ряд

Нормализованные интегралы Френеля, S(x) и C(x). На этих кривых аргумент подынтегральных тригонометрических функций равен, а не, как на рисунке выше.

Интегралы Френеля могут быть представлены степенными рядами, сходящимися при всех x:
{\displaystyle S(x)=\int \limits _{0}^{x}\sin(t^{2})\,dt=\sum _{n=0}^{\infty }(-1)^{n}{\frac {x^{4n+3}}{(4n+3)(2n+1)!}}={\frac {x^{3}}{3}}-{\frac {x^{7}}{42}}+{\frac {x^{11}}{1320}}-\cdots ,}
{\displaystyle C(x)=\int \limits _{0}^{x}\cos(t^{2})\,dt=\sum _{n=0}^{\infty }(-1)^{n}{\frac {x^{4n+1}}{(4n+1)(2n)!}}=x-{\frac {x^{5}}{10}}+{\frac {x^{9}}{216}}-\cdots .}
Некоторые авторы используют в качестве аргумента тригонометрических подынтегральных функций {\displaystyle {\frac {\pi }{2}}t^{2}}. Таким образом определённые интегралы Френеля получаются из определённых выше интегралов заменой переменной {\displaystyle t\to {\sqrt {\frac {\pi }{2}}}t} и умножением интегралов на {\displaystyle {\sqrt {\frac {2}{\pi }}}}.

## Спираль Корню

Спираль Корню (x,y)=(C(t), S(t)). Спираль стремится к центрам отверстий при.

Спираль Корню, также известная как клотоида, — это кривая, являющаяся параметрическим графиком S(t) от C(t). Спираль Корню была придумана Мари Альфредом Корню для облегчения расчёта дифракции в прикладных задачах.
Так как
{\displaystyle C\,'(t)^{2}+S\,'(t)^{2}=\sin ^{2}(t^{2})+\cos ^{2}(t^{2})=1,}
то в такой параметризации касательный вектор имеет единичную длину, так что t является длиной кривой, измеряемой от точки (0,0). Следовательно, обе ветви спирали имеют бесконечную длину.
Кривизна этой кривой в любой точке пропорциональна длине дуги, заключённой между этой точкой и началом координат. Благодаря этому свойству она применяется в строительстве дорог, так как угловое ускорение машины, движущейся по этой кривой с постоянной скоростью, будет оставаться постоянным.

## Свойства
- {\displaystyle S(x)} и {\displaystyle C(x)} — нечётные функции {\displaystyle x}.

- Асимптотики интегралов Френеля при {\displaystyle x\to \infty } даются формулами

{\displaystyle S(x)={\sqrt {\frac {\pi }{2}}}\left({\frac {{\mbox{sign}}{(x)}}{2}}-{\frac {\cos {(x^{2})}}{x{\sqrt {2\pi }}}}\left[1+O(x^{-4})\right]-{\frac {\sin {(x^{2})}}{x^{3}{\sqrt {8\pi }}}}\left[1+O(x^{-4})\right]\right),}
{\displaystyle C(x)={\sqrt {\frac {\pi }{2}}}\left({\frac {{\mbox{sign}}{(x)}}{2}}+{\frac {\sin {(x^{2})}}{x{\sqrt {2\pi }}}}\left[1+O(x^{-4})\right]-{\frac {\cos {(x^{2})}}{x^{3}{\sqrt {8\pi }}}}\left[1+O(x^{-4})\right]\right).}
- Используя разложение в ряд, можно построить аналитическое продолжение интегралов Френеля на всю комплексную плоскость. Комплексные интегралы Френеля выражаются через функцию ошибок как

{\displaystyle S(x)={\frac {\sqrt {\pi }}{4}}\left({\sqrt {i}}\,\mathrm {erf} ({\sqrt {i}}\,x)+{\sqrt {-i}}\,\mathrm {erf} ({\sqrt {-i}}\,x)\right)}
{\displaystyle C(x)={\frac {\sqrt {\pi }}{4}}\left({\sqrt {-i}}\,\mathrm {erf} ({\sqrt {i}}\,x)+{\sqrt {i}}\,\mathrm {erf} ({\sqrt {-i}}\,x)\right)}.
- Интегралы Френеля не выражаются через элементарные функции, кроме частных случаев. Предел этих функций при {\displaystyle x\rightarrow \infty } равен

{\displaystyle \int \limits _{0}^{\infty }\cos t^{2}\,dt=\int \limits _{0}^{\infty }\sin t^{2}\,dt={\frac {\sqrt {2\pi }}{4}}={\sqrt {\frac {\pi }{8}}}.}

### Вычисление

Контур, используемый для вычисления предельного значения интегралов Френеля.

Пределы функций C и S при {\displaystyle x\rightarrow \infty } могут быть найдены с помощью контурного интегрирования. Для этого берётся контурный интеграл функции
{\displaystyle e^{-{\frac {1}{2}}t^{2}}}
по границе сектора на комплексной плоскости, образованного осью абсцисс, лучом {\displaystyle y=x}, {\displaystyle x\geqslant 0} и окружностью радиуса R с центром в начале координат.
При {\displaystyle R\rightarrow \infty } интеграл по дуге стремится к 0, интеграл по вещественной оси стремится к значению интеграла Пуассона
{\displaystyle \int \limits _{0}^{\infty }e^{-{\frac {1}{2}}t^{2}}dt={\sqrt {\frac {\pi }{2}}},}
и, после некоторых преобразований, интеграл вдоль оставшегося луча может быть выражен через предельное значение интеграла Френеля.